# POSIX
POSIX (o Posix: acronimo di Portable Operating System Interface for Unix), in informatica, indica la famiglia degli standard definiti dall'IEEE denominati formalmente IEEE 1003. Il nome standard internazionale è ISO/IEC 9945.
Il termine è stato coniato da Richard Stallman in risposta alla richiesta da parte dell'IEEE di un nome facile da memorizzare. Il compito dello standard POSIX è quello di definire alcuni concetti base che vanno seguiti durante la realizzazione del sistema operativo.

## Storia
Gli standard POSIX derivano da un progetto, iniziato intorno al 1985, finalizzato alla standardizzazione delle API per i software sviluppati per le diverse varianti dei sistemi operativi UNIX. Il sistema operativo Unix si diffuse negli anni ottanta grazie alla sua affidabilità ed economicità che ne favorirono l'adozione da parte di numerose aziende. Oltre ad avere un prezzo inferiore rispetto agli altri sistemi operativi, infatti, Unix aveva la capacità di fare riferimento a degli standard e contemporaneamente evolversi tecnologicamente.
Nel 1983 l'AT&T presentò ai principali produttori di microprocessori (come Motorola e Intel) un sistema operativo denominato UNIX System V. Nel 1985, l'IEEE (Institute of Electrical and Electronic Engineers) definì una serie di standard per le interfacce, globalmente denominati POSIX (Portable Operating System Interfaces). Nel 1988 si formò una nuova organizzazione chiamata OSF (Open Software Foundation).
L'OSF doveva realizzare anche una versione dell'AIX di IBM che fosse conforme agli standard POSIX e quindi creare la completa compatibilità con POSIX e Unix System V. Siccome l'IEEE richiedeva dei costi elevati per fornire la documentazione POSIX e non ne permetteva la pubblicazione on-line, è emerso uno standard aperto, chiamato "Single UNIX Specification", gestito da The Open Group.

## Descrizione
POSIX specifica l'interfaccia comune del sistema operativo all'utente e al software in 15 documenti. L'interfaccia utente standard è la shell Korn. Altri software, servizi e programmi di utilità a livello di utente includono AWK, Echo, Ed e molti altri, nell'ordine delle centinaia. I servizi di programmazione richiesti includono l'input/output di base (per i file, il terminale e i servizi di rete).
Una serie di test di conformità per POSIX accompagna lo standard, ed è chiamata PCTS (acronimo di POSIX Conformance Test Suite). Per i sistemi Linux esistono diverse estensioni di largo utilizzo, e diversi standard di fatto sono raccolti nel Linux Standard Base.